# Închisoarea Izoleațiia
Sediul fostei fabrici și centru artistic, Izolyatsia ( ucraineană Ізоляція ) este folosit ca închisoare în Donețk, Ucraina, creată după capturarea orașului în 2014 de către forțele armate ruse. Închisoarea a fost înființată după ce reprezentanții Republicii Populare Donețk (DPR) au confiscat situl Fundației de Arte Izolyatsia și l-au transformat într-un loc închis al Ministerului Securității de Stat al RPD.   Izolyatsia funcționează ca un centru de antrenament pentru luptătorii DPR, precum și un depozit pentru automobile, tehnologie militară și arme.   Închisoarea are statut secret  deoarece deținuții sunt condamnați de instanțele ilegale DPR, fără o investigație adecvată.   Există numeroase cazuri cunoscute, în care deținuții Izolyatsia și-au dat mărturisire doar după ce au fost torturați.   

## Istorie
Clădirea a fost construită în 1955 ca fabrică de prelucrare a bumbacului mineral brut și ulterior a fost adaptată pentru a produce plăci de bumbac mineral cusute, vată minerală, fibre bazaltice, carton bazaltic, covoare bazaltice și plăci pe bază de bazaltic. Fabrica sa închis în 1990.  Din 2010 până în 2014, Fundația Izolyatsia⁠(d), centrată în jurul artelor creative, a ocupat locul.  Denumirea organizației artistice este preluată de la cea a fabricii și a produsului său principal, izolația, și înseamnă și „izolare”.

### Sechestrarea sitului Fundației Izolyatsia
La 9 iunie 2014, reprezentanți înarmați ai RPD au invadat situl Fundației Izolyatsia. Potrivit lui Roman Lyagin, care a participat la sechestru, incinta era necesară pentru depozitarea ajutorului umanitar din Federația Rusă.  Potrivit lui Leonid Baranov, care era la acea vreme ministrul Securității de Stat al DRP-ului , perimetrului Fundației Izolyatsia a fost confiscat din motive ideologice: Se credea că valorile Fundației vor aduce prejudicii DPR-ului.  Liubov' Mikhailova, fondatorul Fundației Izolyatsia, susține că infrastructura a jucat un rol, deoarece Izolyatsia este un perimetru dezvoltat de 7,5 ha. 
Conform datelor prezentate în raportul DRA și inițiativa mass-media pentru drepturile omului, batalionul Vostok s-a instalat pe fața locului în iunie 2014, iar prizonierii de război și ostaticii civili au fost ținuți în incintă. 

## Condiții
Potrivit mărturiilor foștilor deținuți, birourile și subsolurile fostei fabrici au fost reechipate ca celule de închisoare cu bidoane de 5 litri pentru toalete. Câteva dintre clădirile administrative au fost folosite de personalul închisorii Izolyatsia sub formă de camere de tortură. 
Foștii prizonieri au remarcat faptul că toate clădirile Izolyatsia nu sunt echipate pentru a servi drept închisoare  și că, în schimb, condițiile sale seamănă mai mult cu cele ale unui lagăr de concentrare.   Prizonierii sunt forțați să lucreze pentru gardieni, care folosesc în mod regulat violența fizică și sunt privați de hrană, apă  și îngrijire medicală. 
Din 2014 până în 2016, până la 100 de prizonieri au fost ținuți în celule de la subsol la un moment dat. Izolyatsia nu avea paturi și toalete, așa că prizonierii foloseau recipiente de plastic pentru apă pentru deșeuri.  Până în 2017, încă nu existau toalete în celulele situate deasupra subsolurilor, așa că prizonierii au fost conduși într-o clădire separată pentru a folosi toaletele de două ori pe zi.  Prizonierii ar putea pierde privilegiile de toaletă.  În iulie 2017, la inițiativa unuia dintre deținuți, celulele închisorii au fost renovate și au fost instalate toalete și chiuvete. Cu toate acestea, în multe dintre clădiri – cele două celule de izolare și a șasea celulă, numită „de lux” – condițiile nu s-au schimbat.
Potrivit raportului Biroului Înaltului Comisar al ONU pentru Drepturile Omului pentru perioada 16 noiembrie 2019 - 15 februarie 2020, persoanele reținute în Izolyatsia au fost supuse torturii, inclusiv șocuri electrice, simulari de execuții și violență sexuală. Potrivit raportului, acolo au efectuat audieri reprezentanți ai Ministerului Securității de Stat al DPR. Jurnalistul Stanislav Aseyev, care a fost deținut în închisoarea Izolyatsia între 2017 și 2019, sugerează că actele comise acolo ar fi calificate drept crime de război.  El își amintește de tortura care a dus la tentative de sinucidere pentru unii prizonieri. 
În timpul crizei ruso-ucrainene din 2021-2022, ministrul de externe ucrainean Dmytro Kuleba a declarat că închisoarea „continuă să funcționeze ca un lagăr de concentrare literal, în Europa secolului XXI”. 

## Prizonieri deosebiți
În 2014, în Izolyatsia erau peste 100 de prizonieri.   Dmitrii Potekhin,  Valentina Buchok, Galina Gaeva  și Stanislav Aseyev  au fost ținuți cu toții în Izolyatsia.

## Cazul Roman Lyagin
În iunie 2019, Roman Lyagin a fost reținut de reprezentanții SSU .  Lyagin a fost acuzat de participare la o organizație teroristă, de încălcare a integrității teritoriale a Ucrainei și de trădare pentru rolul său în organizarea unui referendum privind statutul DPR, ale cărui rezultate nu au fost recunoscute de Ucraina, Uniunea Europeană sau Statele Unite ale Americii . Lyagin a fost, de asemenea, implicat în confiscarea sitului Fundației Izolyatsia de către DPR . Reprezentanții Fundației și foștii prizonieri ai închisorii Izolyatsia insistă că Lyagin este personal responsabil pentru confiscarea sitului și transformarea acestuia într-o închisoare secretă,  dar Tribunalul Shevchenkovskyi din Kiev nu a recunoscut Fundația sau foștii prizonieri Izolyatsia ca fiind un parte vătămată în dosarul Roman Lyagin. 

## Propagandă
Fotografii și videoclipuri au fost produse la Izolyatsia, care prezintă luptători ISIL alături de soldați din batalionul ucrainean Azov  . O anchetă efectuată de jurnaliştii BBC, cu asistenţă de la Wikimapia, a stabilit locul unde a avut loc filmarea şi a respins materialul ca fiind fals . 

## Lucrări creative
- 2018: colecție de eseuri de Stanislav Aseyev, V іzolyatsiï (În izolare). [33]
- 2020: film documentar, Kontstabir „Izoliatsiia” (lagărul de concentrare Izoliatsiia), regia Sergii Ivanov. [10]
- Stanislav Aseyev⁠(d) (2021), Lagărul de tortură de pe Strada Paradisului, tradusă de Nina Murray; Zenia Tompkins, Lviv : The Old Lion, Wikidata Q107392497